# Landesparteichef
Ein Landesparteichef ist der Parteichef einer österreichischen politischen Partei auf der Ebene eines Bundeslandes, bei ÖVP und FPÖ Landesparteiobmann, bei SPÖ und KPÖ Landesparteivorsitzender, sowie bei den Grünen und den NEOS Landessprecher genannt. Bei klarem Kontext spricht man oft auch kurz vom Landesobmann oder Landesvorsitzenden, wobei diese Begriffe auch von anderen Vereinen verwendet werden.
Landesobleute haben den Vorsitz am Landesparteitag, in der Landesparteileitung, im Landesparteivorstand und im Landesparteipräsidium. Sie vertreten die Partei nach außen, sowie in allen Angelegenheiten, die nicht durch spezielle Bereichssprecher abgedeckt sind.
Der Landesparteiobmann beruft ordentliche Landesparteitage ein, ihm obliegt die Vorbereitung der Sitzungen des Landesparteivorstandes sowie die Durchführung seiner Beschlüsse. Ihm obliegt ferner die Aufsicht über die gesamte Parteitätigkeit. Er kann daher im Rahmen der Beschlüsse der Landesparteileitung, des Landesparteivorstandes und des Landesparteipräsidiums allen Mitgliedern, Funktionären und Angestellten der Landespartei Weisungen erteilen und bei Gefahr in Verzug vorläufige Maßnahmen treffen, die der unverzüglich einzuholenden Bestätigung durch die Landesparteileitung bzw. den Landesparteivorstand bedürfen.
Ihm obliegt auch die Aufnahme von Angestellten, insbesondere des Landesgeschäftsführers, im Einvernehmen mit dem Landesparteivorstand.
Siehe auch: Parteichef, Parteipolitik